# Опсада Акре
Опсаду Акре извршили су крсташи од августа 1189. до јула 1191. године. Део је Трећег крсташког рата, а завршена је крсташком победом и освајањем града.

## Опсада
Након пораза крсташа код Хитина, Саладин је заробио све важније крсташке бароне укључујући и краља Гаја Лизињанског. Њега је ослободио приликом опсаде Тира. Гај је прикупио добровољце и 27. августа 1189. године започео опсаду Акре, јако утврђене луке. Видевши да га Гај напада са тако малим бројем војника, Саладин је помислио да се ради о каквом трику. Међутим, Гај се снажно утврдио и са малим бројем војника одбио све Саладинове нападе. Гај је град држао у опсади читаве две године до доласка крсташа из Европе.
Доласком трупа Филипа Августа и Ричарда Лављег Срца очекивало се да ће крсташи коначно освојити град. Међутим, у хришћанским редовима избија зараза у којој гине велики број крсташа. Због тога је опсада Акре једна од највећих крсташких трагедија. По броју жртава може се мерити једино са крсташким ратом 1101. године или са немачком катастрофом у Другом крсташком рату 1147. године. Средње процене говоре да је било 100.000 погинулих.
Крсташи су се борили на два фронта: против опсаљених у граду и против Саладинове војске која је снажним нападима покушавала да изврши деблокаду. У логору се говорило 12 језика, а била је то прва битка крсташких ратова у којој Французи нису чинили већину на хришћанској страни. Под Акром је погинуо и велики мајстор Темплара, Жерар од Ришфоа. Оба краља (Филип и Ричард) су оболели и једва преживели. Акра коначно пада 12/13. јула 1191. године. Иако су се храбро борили, опсађени су морали пристати на преговоре.

## Последице
Око 3000 заробљеника је чекало да Саладин плати откуп. Откуп је износио - 200.000 златника, 2500 хришћанских заробљеника заробљеника и Истински крст. Заузећем Акра коначно је прекинут Саладинов низ победа. Муслимани ће га поново освојити тек 1291. године и тим догађајем ће се коначно завршити ера крсташких ратова.
Нејасно је, да ли је Саладину остављено мало времена да прикупи откуп или је он намерно одуговлачио. Пошто то није успео, Ричард је 2700 заробљеника извео из Акре и ликвидирао их. Саладин није желео да испуни ни свој део договора о ослобађању 2500 крсташа, а Истински крст је враћен у Дамаск.